# Château de Malle y jardines
El château de Malle es una antiguo château residencial y agrícola francés erigido en Preignac a principios del siglo XVIII. Cuenta con un jardín botánico y una bodega de vinos. Además, Château de Malle es una denominación de origen de un vino francés del nombre del propio château. El vino blanco dulce que produce dentro de la AOC Sauternes está clasificado entre los deuxième «crus» (segundo nivel) dentro de la Clasificación Oficial del Vino de Burdeos de 1855.
El château ha sido clasificado como monumento histórico en 1949 y desde 2005 es también «Jardin Remarquable». El edificio permanece abierto al público todos los días durante los meses cálidos del año.

## Historia

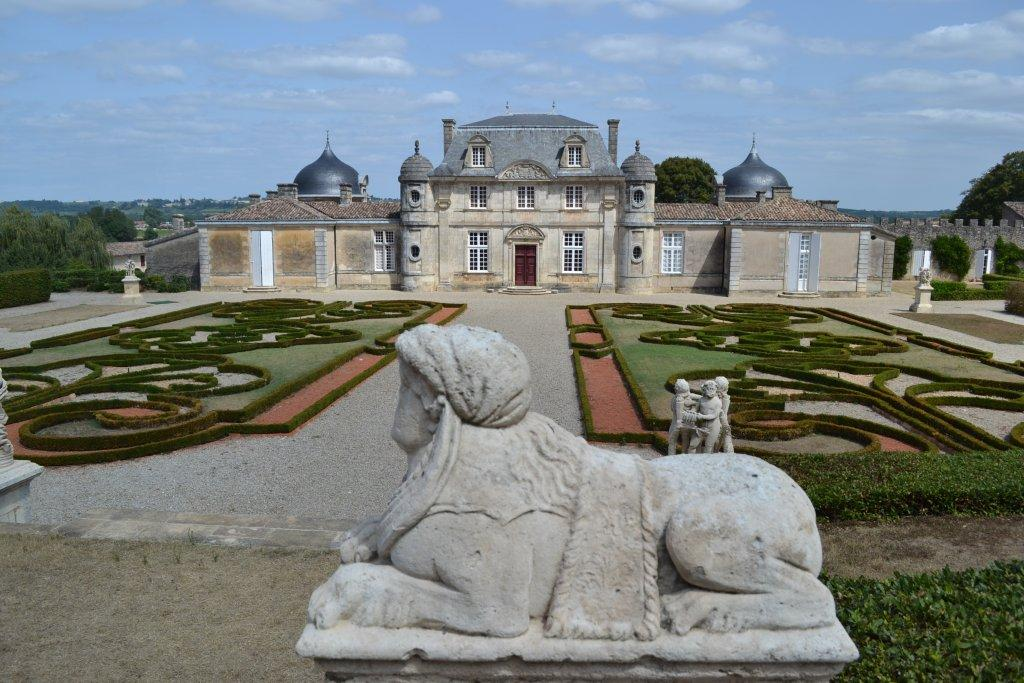
Los jardines del Château de Malle

La finca, a lo largo de los siglos, ha conocido numerosas pruebas y vicisitudes, no habiendo estado habitada durante casi dos generaciones. 
A principios de los años cincuenta, Pierre de Bournazel, se hizo cargo de la propiedad heredada de su tío y padrino, Pierre de Lur-Saluces. Fue un hombre caracterizado por su amor a la tierra de la piedra, que decidió recuperar  los edificios y viñedos que se encontraban en un estado de gran deterioro. 
Reconstruyó la bodega de fermentación, estudió administración de bienes, siguió un curso de enología y, con la ayuda de su esposa, se propuso el restablecer la forma original de las habitaciones del castillo.
En 1956, replantó toda la viña que había sido destruida por las heladas. Pierre de Bournazel se convirtió con el paso del tiempo en una figura reconocida y relevante en el mundo vitivinícola de Burdeos. Se convirtió en el presidente de la Asociación de Cultivo Clasificado de Sauternes y Barsac y, en 1959, creó la Commanderie du Bontemps de Sauternes et Barsac.
Desde la muerte en 1985 de su marido, la condesa de Bournazel ha realizado grandes esfuerzos para continuar con la labor que él comenzó. Además de continuar con el trabajo de renovación, tanto del castillo como de los jardines, para devolverlos a su estado de esplendor, ha proseguido  la tarea de mejora del viñedo, dotándolo de mayor calidad con la ayuda de un equipo profesional. En estas tareas está siendo secundada por sus hijos.
Château de Malle produce tres vinos que gozan de ser calificados como "excelentes" y altamente reconocidos en el mundo vitivinícola: Château de Malle, Sauternes, «Grand Cru Classé» Clasificados Gran Cosecha en 1855, Château de Cardaillan, un Graves rojo, y el M. de Malle, un Graves blanco seco.

Condesa Nancy de Bournazel

## Jardines
Los jardines del castillo «A la Française» fueron creados entre 1717 y 1724 por Alexandre Eutrope de Lur Saluces y se inspiraron en los jardines que vio en Florencia durante su gran gira por Italia y el tiempo que pasó en la corte de Versalles. 
El parque cuenta con un eje central de ancho y dos terrazas, con grupos de estatuas y jarrones. Las estatuas fueron realizadas por artistas italianos que se trajeron allí para tal fin en la primera parte del siglo XVIII, y representan figuras de la mitología griega: Céfalo, Aurora, Cupido, Afrodita (Venus), Adonis y Flora, la diosa de las flores y los jardines.
Otras estatuas representan la vinificación, las alegrías de la caza y la pesca, el vino y la embriaguez. Al este de la primera terraza hay un pequeño teatro, decorado con figuras de la comedia del arte italiana: Pantalone, Scaramouche y Arlequín. Una escalera conduce a una segunda terraza, donde hay estatuas que simbolizan la tierra, el viento, el aire y el fuego.
Estos jardines fueron catalogados como monumentos históricos, al mismo tiempo que el propio castillo. 
El terreno cosechado con especies vegetales de verduras y árboles frutales se encuentra al sureste del castillo en una cuenca.

## Producción
El Château de Malle cultiva un total de 50 hectáreas de viñedos en las comunas de Preignac, Toulenne y Fargues. De estas, 28 hectáreas son de la denominación Sauternes, 3 hectáreas se dedican a la producción Graves Blanc y 20 hectáreas al Graves Rouge.
En la denominación Sauternes, la producción consiste en la cosecha clasificada «Château de Malle», además del no clasificado «Château de St Hélène». La composición del «Château de Malle» es 70% Sémillon, 28% Sauvignon blanc y 2% Muscadelle, y se utiliza un tercio de roble nuevo para los barriles.
Un vino blanco seco llamado "M de Malle" se produce en la denominación de Graves. Se compone de 70 % Sauvignon Blanc y 30 % Semillón, y se envejece 6-9 meses en barricas de roble, de las cuales el 30% son de roble nuevo.
El Graves Rouge se produce bajo los nombres de Château de Cardaillan (50% Cabernet Sauvignon y 50% Merlot) y Château Pessan (60% Merlot y 40% Cabernet Sauvignon)